# Groß-Bieberau
Groß-Bieberau – miasto w Niemczech, w Regionie Ren-Men (niem. Rhein-Main-Gebiet), w południowej części kraju związkowego Hesja, w rejencji Darmstadt, w powiecie Darmstadt-Dieburg. Groß-Bieberau leży w regionie północnego Odenwaldu. Ma charakter miasta satelickiego Darmstadt. Oddalone o około 60 km na południowy wschód od Frankfurtu nad Menem. Mieszkańcy posługują się dialektem odenwaldzkim języka niemieckiego (niem. Odenwälderisch). 
Miasto leży na północnym przedgórzu Odenwaldu tzw. Przedni Odenwald (niem. Vorderer Odenwald), w miejscu połączenia dwóch potoków Gersprenz i Fischbach. 

## Historia
Pierwsza wzmianka o tej osadzie pojawia się w 787 r. Prawa miejskie Groß-Bieberau uzyskało od cesarza Henryka VII Luksemburskiego. Było to 19 lipca 1312. Jest to jedno z najstarszych i jednocześnie, jedno z najmniejszych miast Hesji.
Od 1479 Groß-Bieberau było własnością hrabstwa Katzenelnbogen (niem. Grafschaft Katzenelnbogen). W 1525 na jego terenie toczyła się Wojna chłopska. W XVI w. w czasie podziału Hesji na dwa księstwa należało do księstwa Hesja-Darmstadt. Od najdawniejszych czasów osiedlali się tu rzemieślnicy, głównie ceramicy. Emigrowali oni z terenów węgierskiego odcinka Dunaju i niemieckiej Turyngii. W XVII w. na terenie miasta odbywały się walki w ramach Wojny trzydziestoletniej.
W latach 1831–1880, warunki życia w mieście pogorszyły się na skutek drastycznego wzrostu liczby ludności. To wywołało proces licznej emigracji, głównie do USA (gł. Millstadt, stan Illinois), Francji (gł. Alzacji i Lotaryngii) i Europy Środkowo-Wschodniej, w tym do Królestwa Polskiego. Po 1866 miasto wchodziło w skład prowincji Starkenburg będącej częścią Wielkiego Księstwa Hesji.

## Administracja

### Dzielnice
Miasto składa się z trzech dzielnic. Największa z nich to Groß-Bieberau, która stanowi centrum miasta. Drugą co do wielkości dzielnicą miasta jest Rodau będące do 1972 samodzielną gminą wiejską. Rodau posiada swojego pełnomocnika do kontaktów z magistratem (niem. Orstvorsteher). Obecnie jest to Gerhardt Blüm (CDU). Stoi on na czele 5-osobowej rady ds. Rodau (niem. Ortsbeirat). Blüm zastąpił niedawno w tej roli Markusa Göbela, który złożył mandat z uwagi na natłok obowiązków zawodowych.
Najmniejszą dzielnicą miasta jest Hippelsbach. Obecnie składają się na nią 22 prywatne gospodarstwa wiejskie. Jest to jednostka administracyjna powstała z gospodarstw wcześniej należących do dwóch gmin tj. gminy Brensbach i gminy miejskiej Groß-Bieberau. Ostatecznie w 1972 przyłączono nową jednostkę administracyjną do miasta Groß-Bieberau.

### Burmistrz
Burmistrzem miasta od 9 czerwca 1984 do 9 czerwca 2008 był Werner Seubert (ur. 1940, CDU), kiedy to nowo wybrany burmistrz Edgar Buchwald przejął oficjalnie swoje obowiązki. Zgodnie z obowiązującym prawem kadencja burmistrza trwa 6 lat i istnieje możliwość reelekcji. Honorowym burmistrzem miasta (niem. Ehrenbürgermeister) jest Werner Seubert, burmistrz w latach (1984-2008). 31 marca 2008 władze miasta wywiesiły na budynku ratusza flagę Tybetu, w geście solidarności z Tybetańczykami.
Burmistrzowie od 1822 roku:
Na podstawie 1200 Jahre Groß-Bieberau, książki wydanej w 1987 roku
- (1822-1831) Joh.Martin Lehr
- (1831-1838) Matthäus Ruths
- (1838-1850) Nikolaus Lehr
- (1851-1882) Martin Rothenhäuser
- (1882-1906) Friedrich Merz V
- (1906-1923) Friedrich Reinheimer XIII
- (1923-1935) Georg Daab X[7]
- (1935-1941) Heinrich Dingeldein
- (1941–1945) Joh.Georg Daab VI
- (1945-1960) Georg Böhm I
- (1960-1978) Karl Steuernagel
- (1978-1984) Manfred Armbrecht
- (1984-9 VI 2008) Werner Seubert (CDU)[8]
- (9 VI 2008 – 9 VI 2020) Edgar Buchwald (SPD)[9]
- (9 VI 2020 -) Anja Dorothea Vogt (FWG)[10][11]

### Wybory Burmistrza 2008
Wybory nowego burmistrza zaplanowane były na dzień 27 stycznia 2008. O urząd ten ubiegało się dwóch kandydatów:
- Edgar Buchwald 52-letni kandydat SPD. Dotychczas I Radny Miejski (niem.). 1.Stadtrat, tj. de facto 1. z-ca burmistrza
- Waldemar Stetter 50-letni polityk CDU. Dotychczas (od 1979) kierownik urzędu miejskiego (niem.). Amtmann. Od 2001 delegat miasta do sejmiku powiatu Darmstadt-Dieburg (niem.). Kreistag Darmstadt-Dieburg

Obydwaj kandydaci są dla siebie szwagrami.
8 stycznia 2008 odbyło się przedwyborcze spotkanie kandydata CDU. W spotkaniu wziął udział premier Hesji Roland Koch. 22 stycznia do Groß-Bieberau przyjechał sekretarz generalny CDU Ronald Pofalla. Wybory burmistrza połączone były z wyborami do Landtagu Hesji.

#### Wyniki wyborów na Burmistrza
Nowym burmistrzem Groß-Bieberau został Edgar Buchwald (SPD). Pokonał on Waldemara Stettera stosunkiem 61,4% do 38,6%. Zarówno E. Buchwald, jak i W. Stetter potwierdzają wolę dalszej współpracy ponad podziałami dla dobra miasta. Wyniki w mieście są zbieżne z tendencją w całym landzie Hesji.

### Rada Miasta
- Edgar Buchwald (SPD) -Burmistrz
- Jan Busch (CDU)
- Gabriele Erbach(CDU)
- Axel Goldbach (SPD)
- Fritz Volz (SPD)
- Brigitte Tkalec (FWG)
- Walter Hochgenug (FWG)

## Kultura
W mieście wychodzi lokalny tygodnik „Groß-Bieberauer Anzeigeblatt” (pot. Blättsche), wydawany przez władze miasta. Ma on charakter informacyjny. Swoje koła mają tu wszystkie największe partie ze szczebla federalnego: CDU, SPD, FDP, a także Freie Wähler, powstała na skutek rozłamu w CDU. W mieście znajdują się dwie parafie: luterańska i katolicka.
W czerwcu 2009 powołano w Groß-Bieberau, pierwszy raz w historii radę ds. Seniorów (niem. Seniorenbeirat). Jej członkami zostają osoby, które ukończyły minimum 63 lata. Jej przewodniczącym został Karl-Heinz Bergsträßer.

## Edukacja
W mieście działa jedna szkoła ogólnokształcąca (niem. Gesamtschule) Albert-Einstein-Schule dla uczniów z Groß-Bieberau oraz okolicznych miejscowości wchodzących w skład Powiatu Darmstadt-Dieburg. Jest ona kontynuatorką założonej w 1900 „Höhere Bürgerschule Groß-Bieberau”. Albert-Einstein Schule kształci uczniów na wszystkich poziomach nauczania, aż do matury (niem. Abitur).

## Gospodarka
Największym przedsiębiorstwem w mieście jest firma Senator GmbH&CO.KGaA, producent długopisów. Firma ta zatrudnia ok. 400 osób.
Oprócz tego w mieście funkcjonują małe i średnie firmy handlowo-usługowe oraz prywatne zakłady rzemieślnicze.
Miasto posiada samodzielny oddział ochotniczej straży pożarnej (niem. Freiwilligefeuerwehr). W Groß-Bieberau nie ma komisariatu policji. Za porządek odpowiada etatowy strażnik miejski (niem.). Ordnungsamt', obecnie jest to Frank Schumann, który w razie potrzeby wzywa policję z Darmstadt.

## Sport
Groß-Bieberau posiada drużynę piłki ręcznej TSG 1892 Gross-Bieberau, występującą w lidze regionalnej (Handball Regionalliga Süd-West) 2006-2008. Największymi sukcesami drużyny była gra w 2. lidze niemieckiej Bundesligi (Toyota 2 Handball Bundesliga Süd) (2003-2006) oraz ponownie od sezonu 2008/2009.

## Ludzie urodzeni w Groß-Bieberau
Iris Krämer, mistrzyni świata (2007). W 2009 zawodniczka trzykrotnie zdobywała brązowe medale międzynarodowych zawodów w Trialu Rowerowym kobiet:
- brązowa medalistka drużynowych Mistrzostw Świata
- brązowa medalistka indywidualnych Mistrzostw świata
- brązowa medalistka Mistrzostw Europy

## Polonia
W Groß-Bieberau zamieszkuje ponad 50 osób pochodzenia polskiego (stan na rok 2006).
Miejscowa szkoła Albert-Einstein-Schule, od 13 lat, posiada umowę o współpracy dotyczącej gł. wymiany uczniów z polską szkołą –
V Liceum Ogólnokształcącym im. Kanclerza Jana Zamoyskiego w Dąbrowie Górniczej.
Polacy obecnie zamieszkujący w Groß-Bieberau to imigranci z początku lat 80. i 90. XX wieku. Trafiali oni tu jako sportowcy do miejscowego klubu TSG 1892 Gross-Bieberau lub pracownicy firm z okolic Darmstadt.
Dotychczas w zespole TSG Groß-Bieberau występowało czterech Polaków:
- Piotr (Peter) Badowski, wychowanek warszawskiej Warszawianki[12][13].
- Krzysztof (Christopher) Malik, wychowanek klubu sportowego Motor Lublin, posiadający podwójne obywatelstwo (polskie i niemieckie)[14].
- Maciej Nowakowski[15].
- Przemysław Witkowski[16].

Ponadto z Warszawy pochodził pierwszy zagraniczny stażysta w urzędzie miejskim Groß-Bieberau. Był to Jan Łukasz Daab, wówczas student politologii w Instytucie Nauk Politycznych UW.
Na oficjalnej stronie internetowej miasta można znaleźć informację w języku polskim o Groß-Bieberau, napisaną przez Józefa Haiduka (Josef Haiduk).

## Komunikacja
- Miasto przecina droga krajowa (niem:Bundesstraße) B38 o przebiegu: Reinheim – Groß-Bieberau – Brensbach – Reichelsheim – Fürth – Mörlenbach – Birkenau – Weinheim
- Autobusy linii 693 zastąpiły zlikwidowaną linię kolejową (tzw. niem.Odenwaldbahn): Frankfurt – Darmstadt -Eberbach

Ponadto kursują tu linie autobusowe:
- K55 (Darmstadt-Roßdorf-Reinheim-Niedernhausen)
- K57 (Reinheim-Niedernhausen-Neunkirchen-Brandau-Gadernheim)
- K58 (Groß-Bieberau-Asbach-Ernsthofen)
- K85 (linia przyspieszona) Darmstadt – Reinheim – Groß-Bieberau - Niedernhausen

Od jesieni 2009 uruchomiono, we współpracy z „DADINA” (niem.Darmstadt-Dieburger Nahverkehrsorganisation), wewnątrzmiejską linię autobusową linii K 58. Autobusy kursują na trasie między centrum Groß-Bieberau a jej dzielnicą Rodau, co godzinę, od 6:24 do 18:32.

## Gminy sąsiadujące
- Reinheim (od północy),
- Fischbachtal (od południa),
- Brensbach (od wschodu),
- Modautal (od zachodu),
- Ober-Ramstadt (od zachodu),
- Otzberg.

## Współpraca
Miejscowości partnerskie:
- Bělá pod Bezdězem, Czechy, Kraj środkowoczeski
- La Baume-Cornillane, Francja
- Millstadt, USA, Illinois
- Montmeyran, Francja, region Rodan-Alpy
- Ogrodzieniec, Polska, Województwo śląskie, powiat zawierciański
- Scarlino, Włochy, Toskania, prowincja Grosseto
- Schleusegrund, Turyngia

## Polityka
Wyniki wyborów do Landtagu Hesji w 2008 pokazały wzrost roli SPD w tym regionie Niemiec. Prawdopodobna powyborcza koalicja to SPD-Bundnis90/Die Grünen albo SPD-FDP.
Z uwagi na patową, trwającą od stycznia 2008, sytuację polityczną w kraju związkowym Hesja, odbyły się nowe wybory do tamtejszego Landtagu. Ich termin wyznaczony został na 18 stycznia 2009.
W przedterminowych wyborach do Landtagu Hesji w 2009 zwyciężyło CDU (37,2%) przed SPD (23,7%) i FDP (16,2%)
5 lutego 2009 Roland Koch został ponownie wybrany przez Landtag Hesji, na jego pierwszym posiedzeniu po przedterminowych wyborach z 18 stycznia 2009, na urząd premiera głosami koalicji CDU/FDP. Uzyskał jednak o 4 głosy mniej niż zakładano tj. niż posiadają te partie razem.
2 lutego 2020 roku odbyły się wybory nowego burmistrza miasta. Zdecydowane zwycięstwo odniosła Anja-Dorothea Vogt (FWG), która obejmie urząd burmistrza, od 9 czerwca 2020 r. Tym samym Anja Dorothea Vogt zapisze się na kartach historii miasta, jako pierwsza kobieta, która obejmie urząd burmistrzyni.
Nowa burmistrzyni wychowywała się w Groß-Bieberau, gdzie w 1984 roku uzyskała świadectwo dojrzałości. Od 1985 roku była zatrudniona jako urzędniczka we władzach rejencji (niem. Regierungspräsidium) w Darmstadt. W 2015 roku była odpowiedzialna za realizację programu wsparcia dla imigrantów, w związku z ówczesnym światowym kryzysem migracyjnym.
14 marca 2021 odbyły się wybory samorządowe w Hesji. W Groß Bieberau wybierano nową radę miasta. Od 2021 układ sił przedstawia się następująco: FWG(33,4%), SPD (24,8%), CDU (20,7%) Sojusz 90/Zieloni (12,7%), FDP(8,4%).
26 września 2021 r. odbyły się wybory do Bundestagu. W okręgu wyborczym Odenwald (niem. Wahlkreis Odenwald), bezpośredni mandat poselski (niem. Direktmandat) uzyskał Jens Zimmermann (SPD).
9 czerwca 2024 r. odbyły się wybory do Parlamentu Europejskiego. 
Najlepsze wyniki uzyskały kolejno następujące partie: CDU (31,6%), SPD (16,2%) i AfD (14,1%).
23 lutego 2025 r. odbyły się wybory do Bundestagu. W Groß-Bieberau najlepsze wyniki uzyskały następujące partie: CDU (29,9%), AfD (17,8%), SPD (15,3%). Bezpośredni mandat poselski, w okręgu wyborczym Odenwald, zdobyła Patricia Lips (CDU).